# Centrolabrus caeruleus
 Centrolabrus caeruleus és una espècie de peix de la família dels làbrids i de l'ordre dels perciformes.

## Morfologia
Els mascles poden assolir els 21,5 cm de longitud total i les femelles 17,5.

## Distribució geogràfica
Es troba a les Illes Açores.